# Andi Vasluianu
Andi Vasluianu, né le 23 juin 1974, est un acteur roumain.

## Filmographie partielle
- 2000 : Bucuresti-Wien, 8-15 de Catalin Mitulescu
- 2006 : Hîrtia va fi albastrã de Radu Muntean
- 2006 : Marilena de la P7 de Cristian Nemescu
- 2007 : California Dreamin' de Cristian Nemescu
- 2007 : L'Homme sans âge (Youth Without Youth) de Francis Ford Coppola
- 2009 : L'Autre Irène d'Andrei Gruzsniczki
- 2009 : La Fille la plus heureuse du monde (Cea mai fericita fata din lume) de Radu Jude
- 2010 : Periferic de  Bogdan George Apetri
- 2010 : Bibliothèque Pascal de Szabolcs Hajdu
- 2011 : Apele tac d'Anca Miruna Lazarescu
- 2012 : Des escargots et des hommes (Despre oameni si melci) de Tudor Giurgiu
- 2014 : Kowalski d'Andrei Cretulescu
- 2016 : Sieranevada de Cristi Puiu
- 2021 : Bad Luck Banging or Loony Porn de Radu Jude

## Récompenses et distinctions
- 2007 : prix Gopo du meilleur acteur dans un second rôle pour Hîrtia va fi albastrã